# Portul tradițional săsesc
Portul tradițional săsesc sau costumul popular săsesc (în germană Die Volkstracht der Siebenbürger Sachsen sau Die Siebenbürgisch-sächsische Tracht) este îmbrăcămintea tradițională a sașilor din Transilvania, o minoritate germanofonă de pe teritoriul României care face parte din grupul mai larg al germanilor din România. Acesta face parte din cultura săsească și prezintă anumite diferențe geografice, de la o regiune etnografică din interiorul Transilvaniei locuită de sași la alta. Anumite variații ale portului tradițional săsesc sunt oarecum similare cu bunad-ul norvegian (i.e., portul tradițional norvegian). Portul tradițional săsesc este purtat de sași la ocaziile festive și la dansurile populare ale acestora. Portul tradițional săsesc conține broderii și podoabe precum și anumite modele tradiționale florale. Date fiind originile etnice mixte ale sasilor, porturile tradiționale ale acestora se înrudesc cele din Flandra sau Luxemburg, i.e., unele țări de origine ale acestora în cadrul procesului de Ostsiedlung (i.e., colonizarea germană a Europei de Est) din Evul Mediu Clasic. Portul tradițional săsesc cuprinde atât costume populare feminine cât și masculine. Costumele populare masculine săsești sunt mai puțin ornamentate în comparație cu cele feminine și au o particularitate, mai precis cravata dublă colorată cu modele florale. De asemenea, în cadrul costumelor populare săsești se mai regăsesc pălării cu bogate coroane florale. Totodată, un element particular al portului tradițional săsesc este centura lată (germană Der Breite Gürtel).

## Istorie și întrebuințări
Portul tradițional săsesc are o istorie lungă, conținând elemente de inspirație medievală și renascentistă. Întrebuințările portul tradițional săsesc variază de la viața bisericească a sașilor până la ocazii festive care includ dansuri populare. Portul tradițional săsesc reprezintă o emblemă a comunității rurale săsești/germane din Transilvania. În cadrul întâlnirilor sașilor atât din România cât și din Germania, aceștia poartă porturile lor tradiționale. În cadrul Muzeului de Etnografie Săsească „Emil Sigerus” din Sibiu (germană Hermannstadt) se regăsește o colecție de costume tradiționale săsești precum și anumite podoabe. Costumele populare săsești din această colecție provin din cele trei mari regiuni etnografice ale sașilor din Transilvania, mai precis:
- Zona Sibiului (germană Altland);
- Zona Brașovului sau Țara Bârsei (germană Burzenland);
- Zona Bistriței sau Ținutul Reghinului (germană Reener Ländchen);

## Galerie

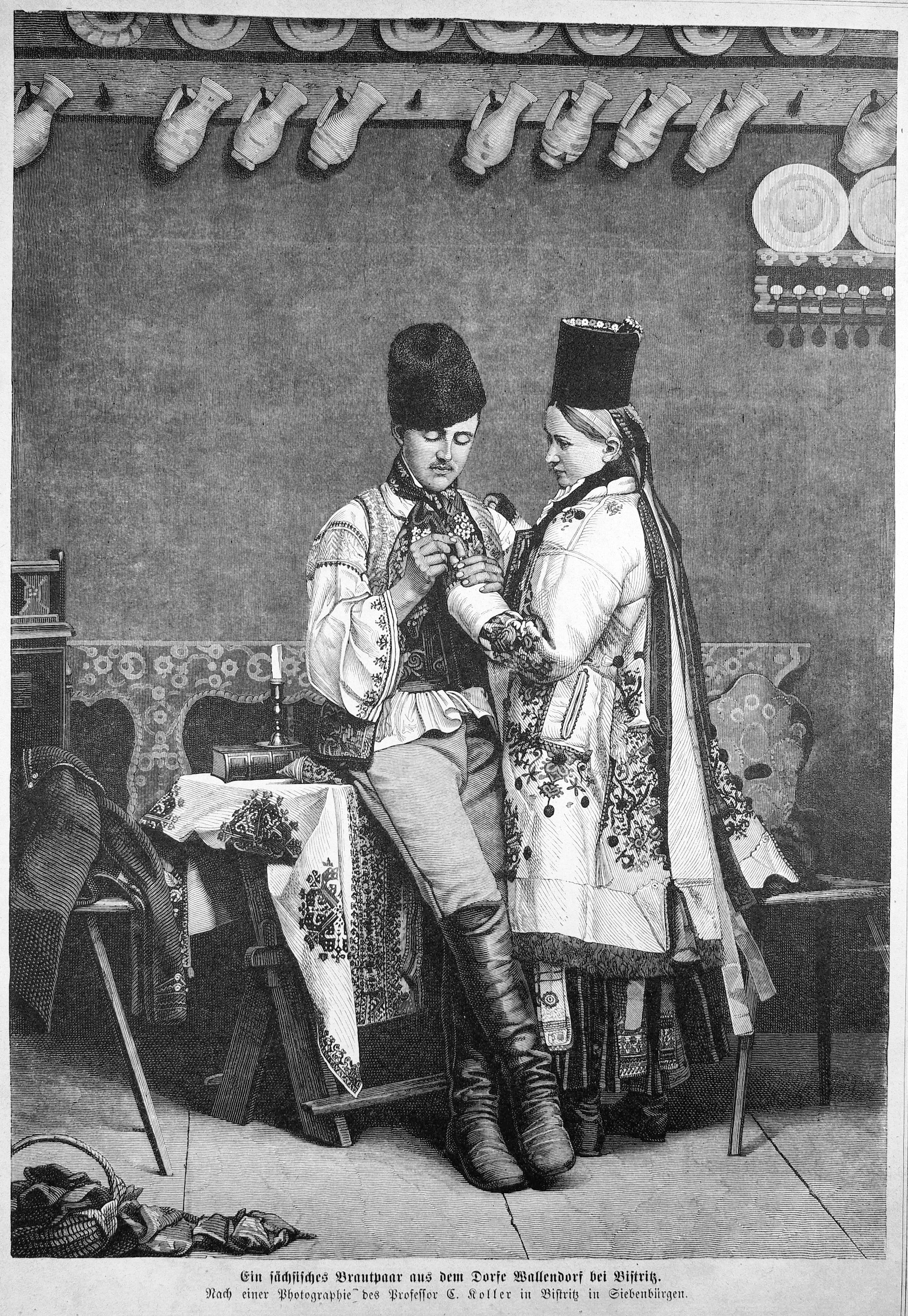
Cuplu săsesc în port tradițional, Die Gartenlaube (1874)
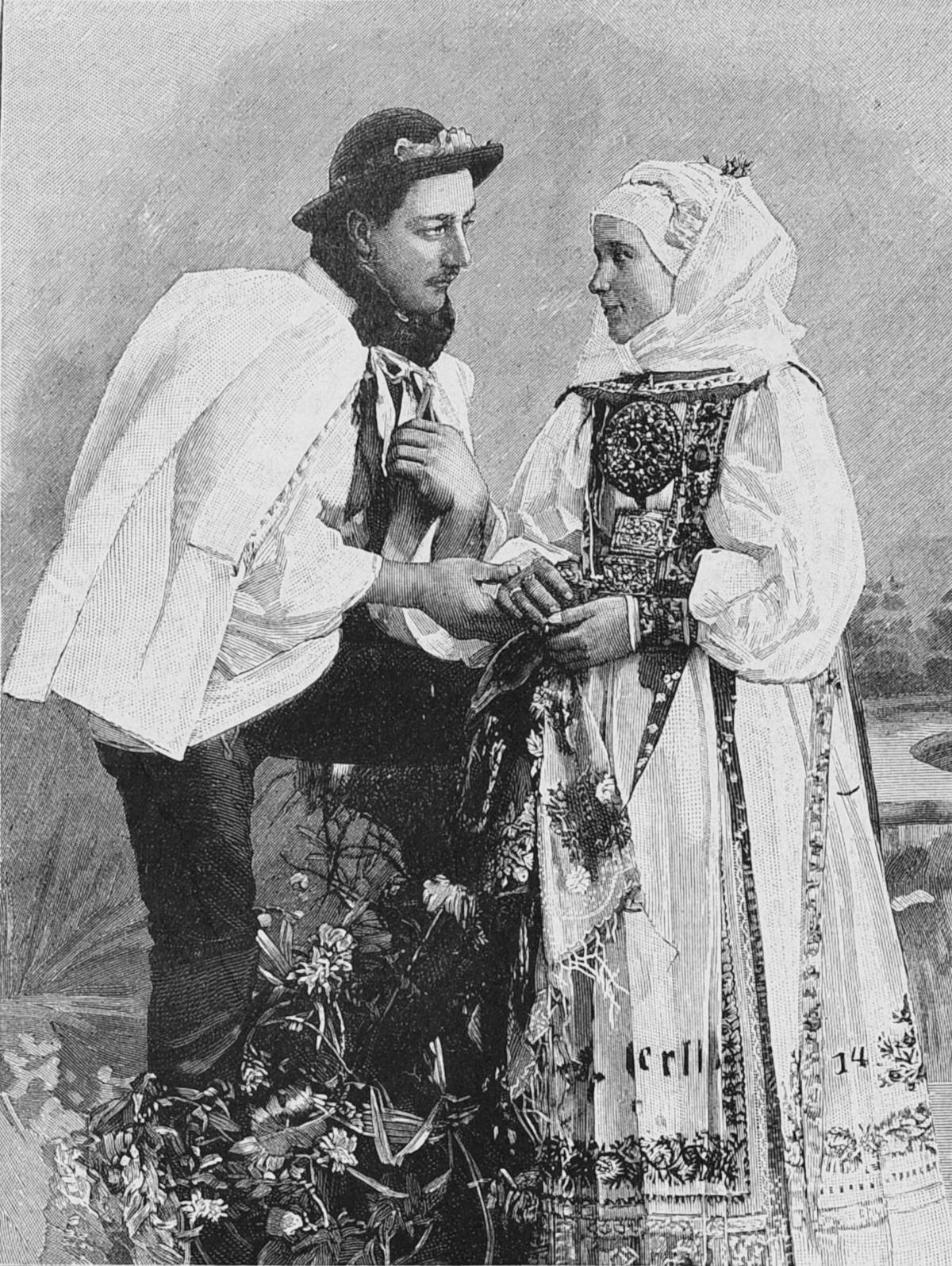
Cuplu săsesc în port tradițional, Die Gartenlaube (1896)
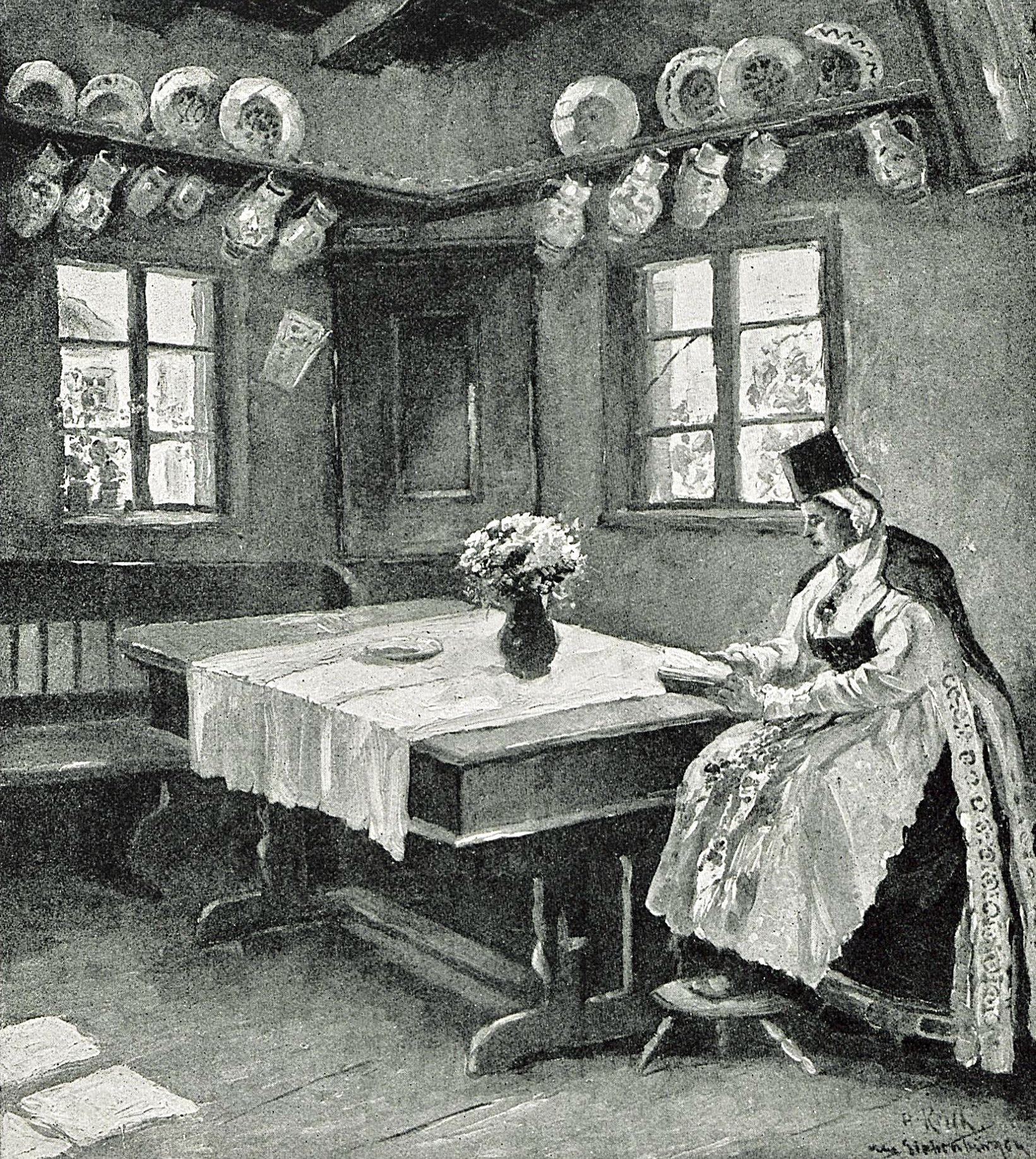
Săsoaică în port tradițional de pictorul Albert Reich (1916)
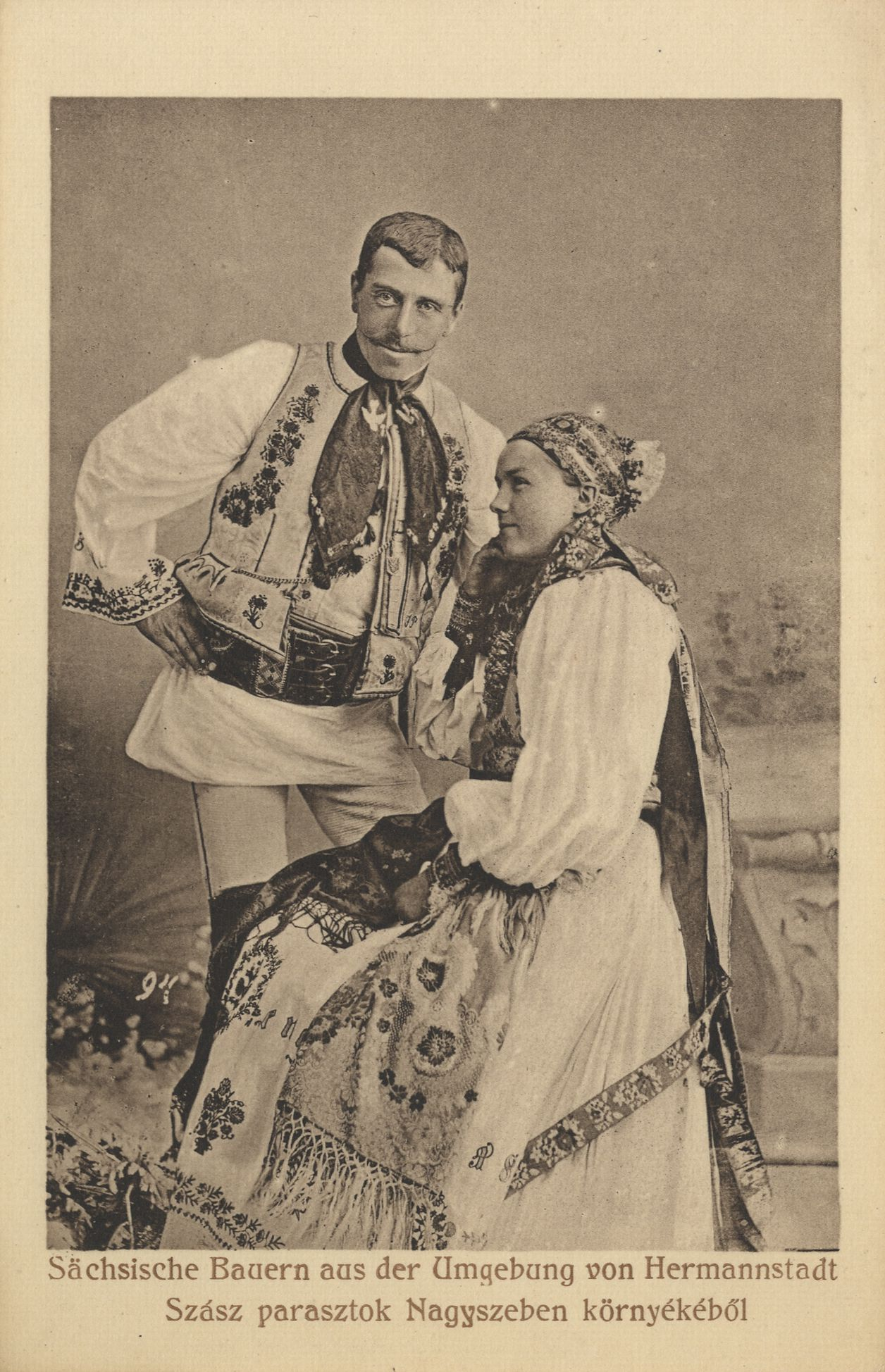
Țărani sași din împrejurimile Sibiului (germană Hermannstadt)
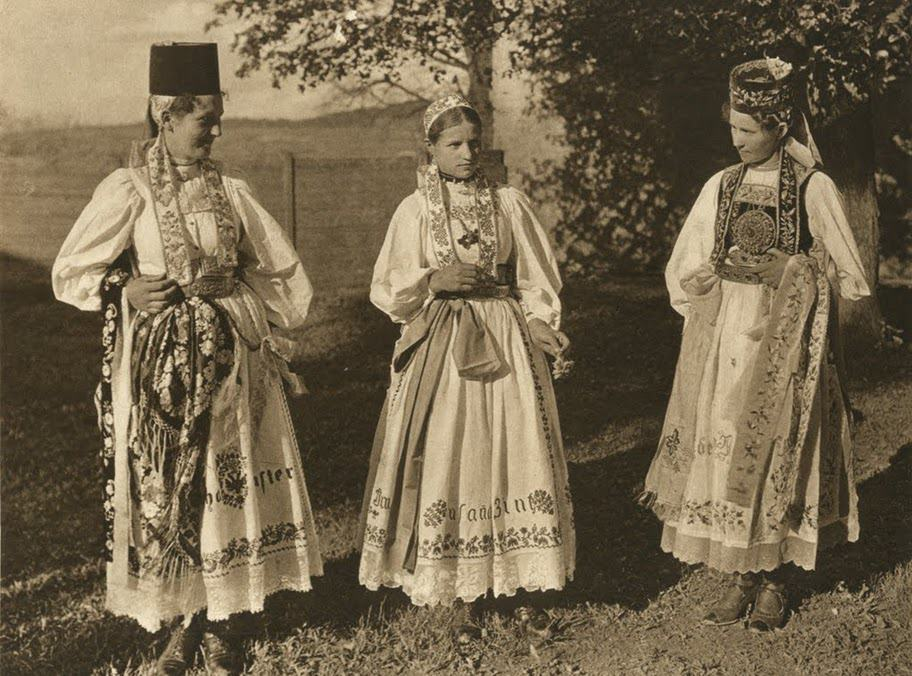
Săsoaice de la Roșia (germană Rothberg), județul Sibiu, în port de duminică, fotografie de Kurt Hielscher (1933)
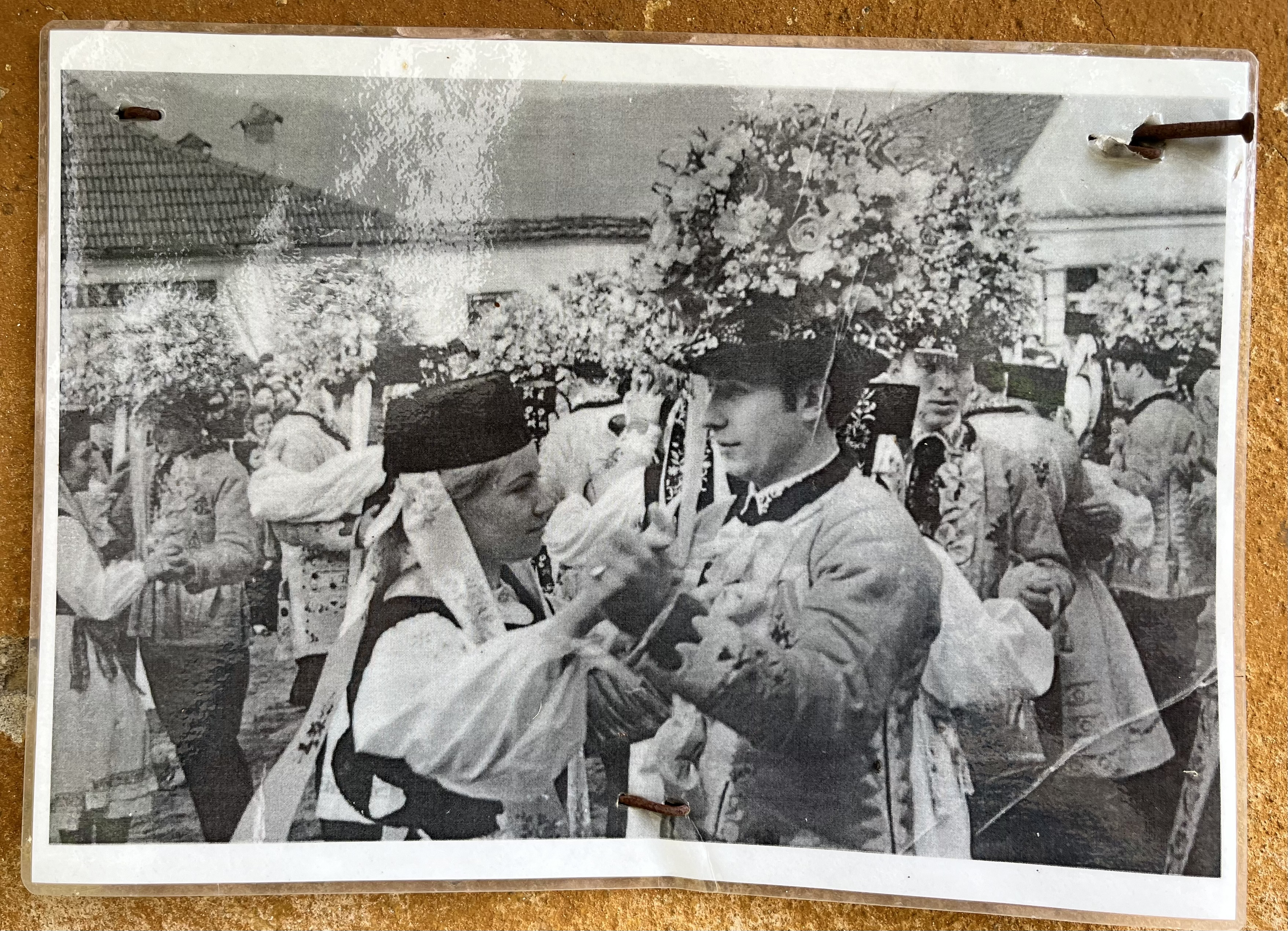
Sași de la Axente Sever (germană Frauendorf), județul Sibiu, dansând în porturi populare
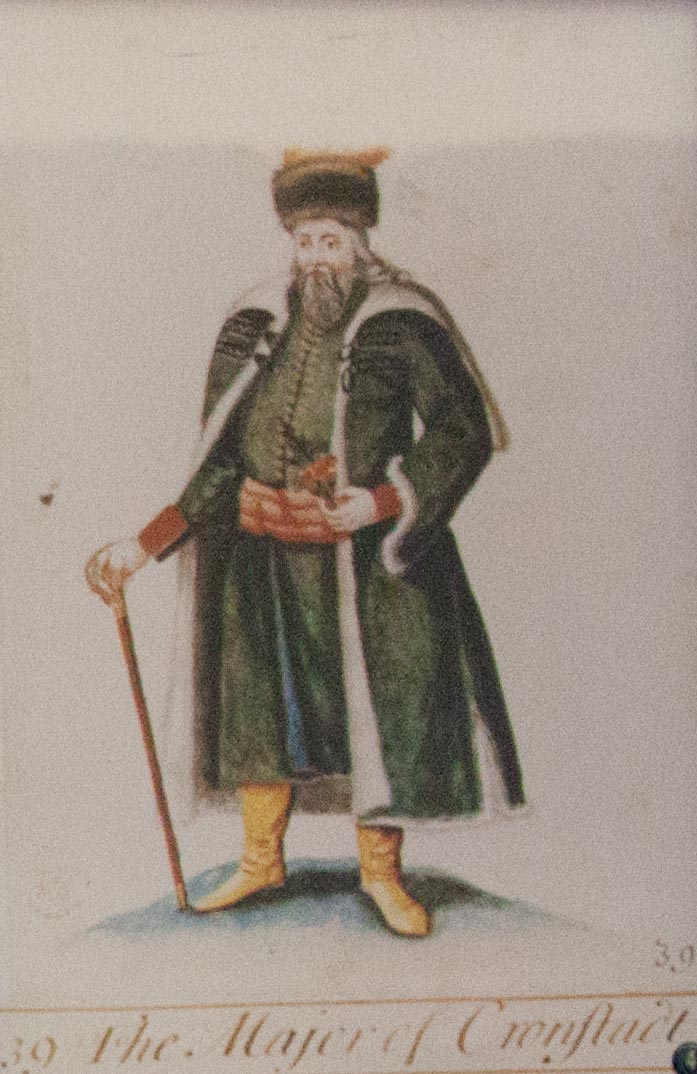
Costumul tradițional al primarului din Brașov (germană Kronstadt)
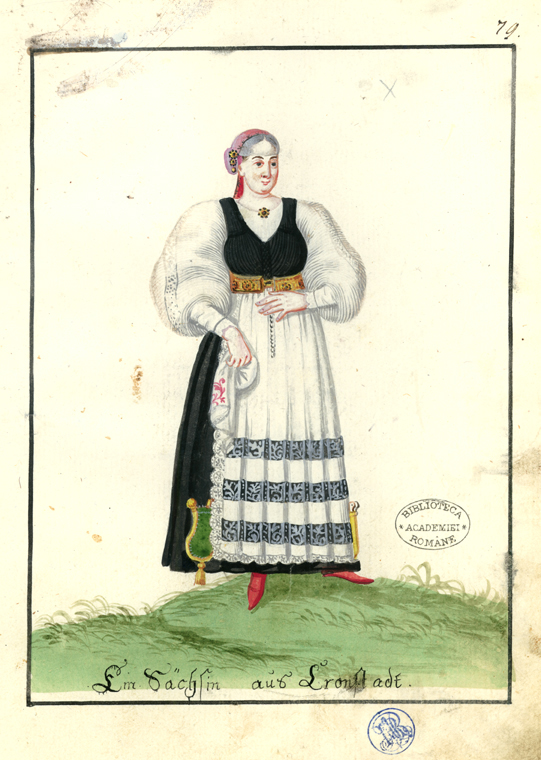
Ilustrație înfățișând o săsoaică din Brașov (germană Kronstadt) în port tradițional
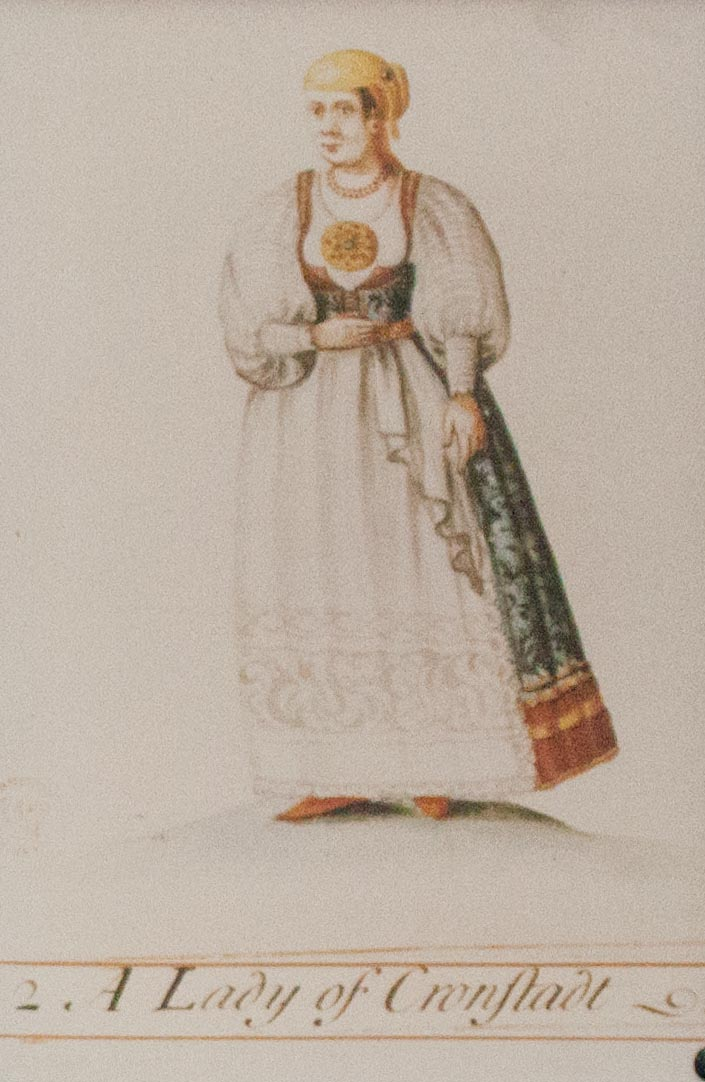
Costum popular săsesc de doamnă
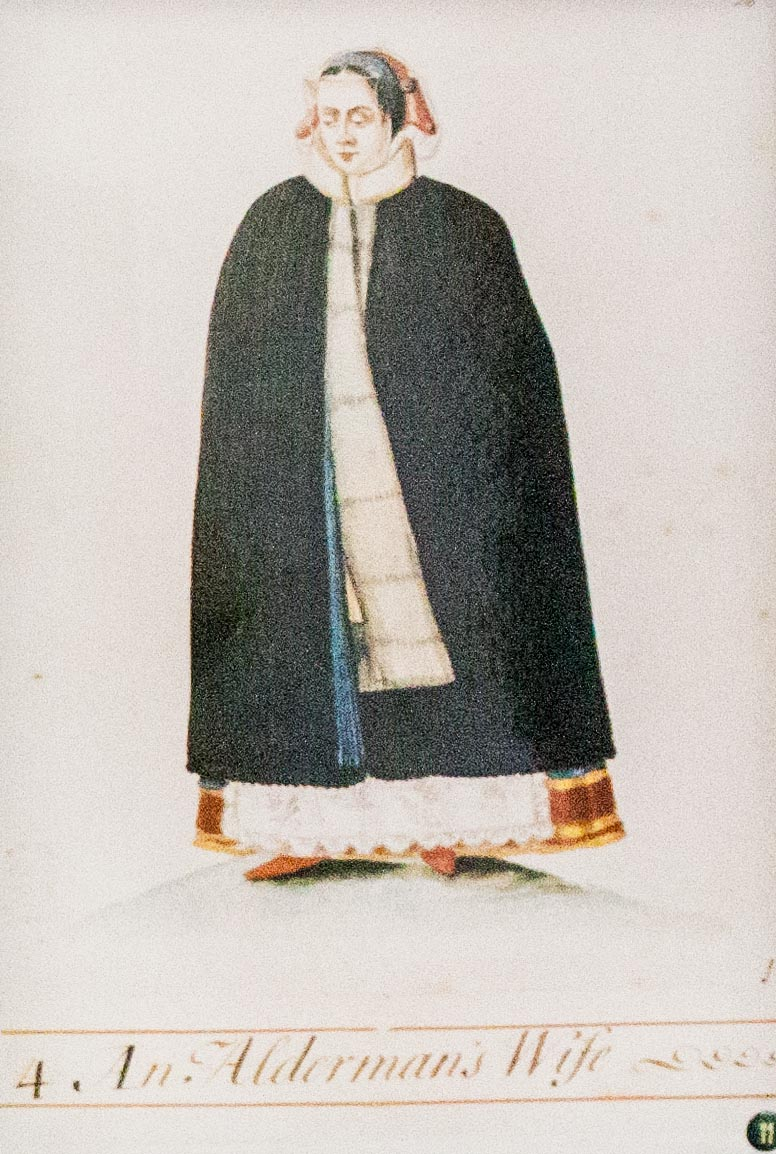
Costum popular săsesc de doamnă
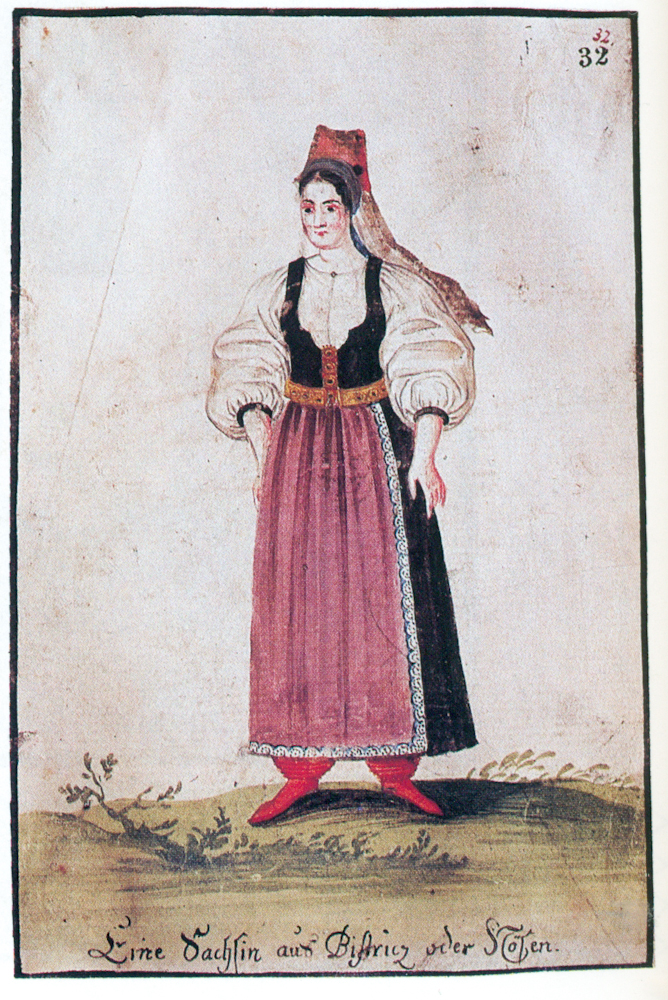
Costum popular săsesc feminin din districtul Bistriței
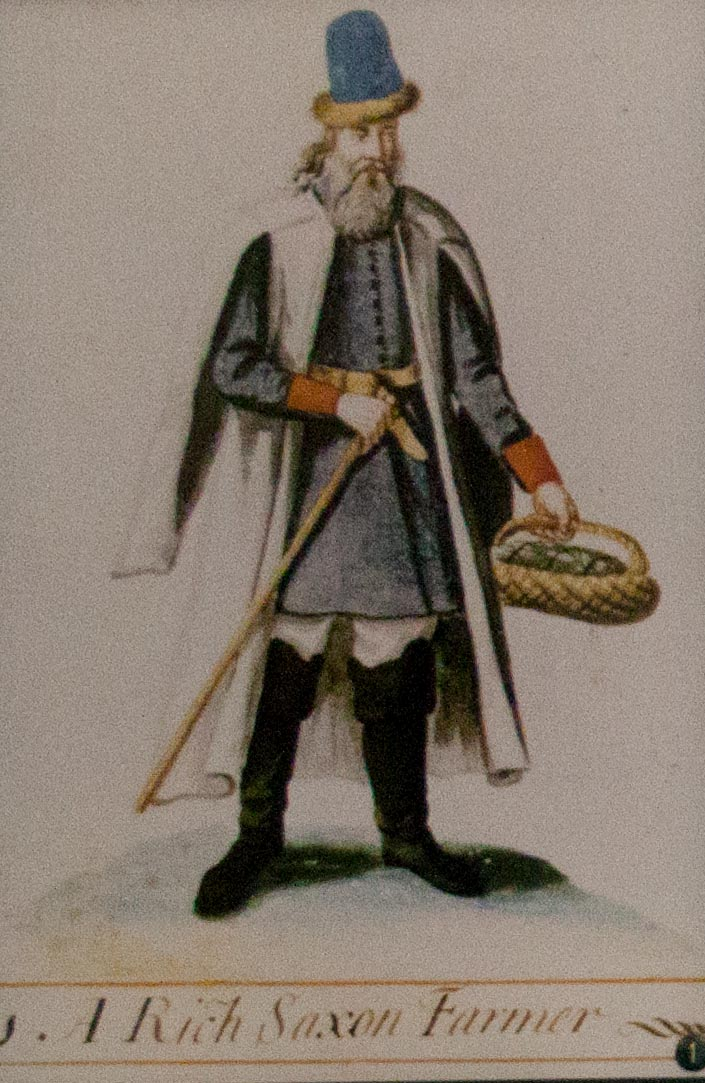
Costumul tradițional săsesc al unui țăran sas bogat
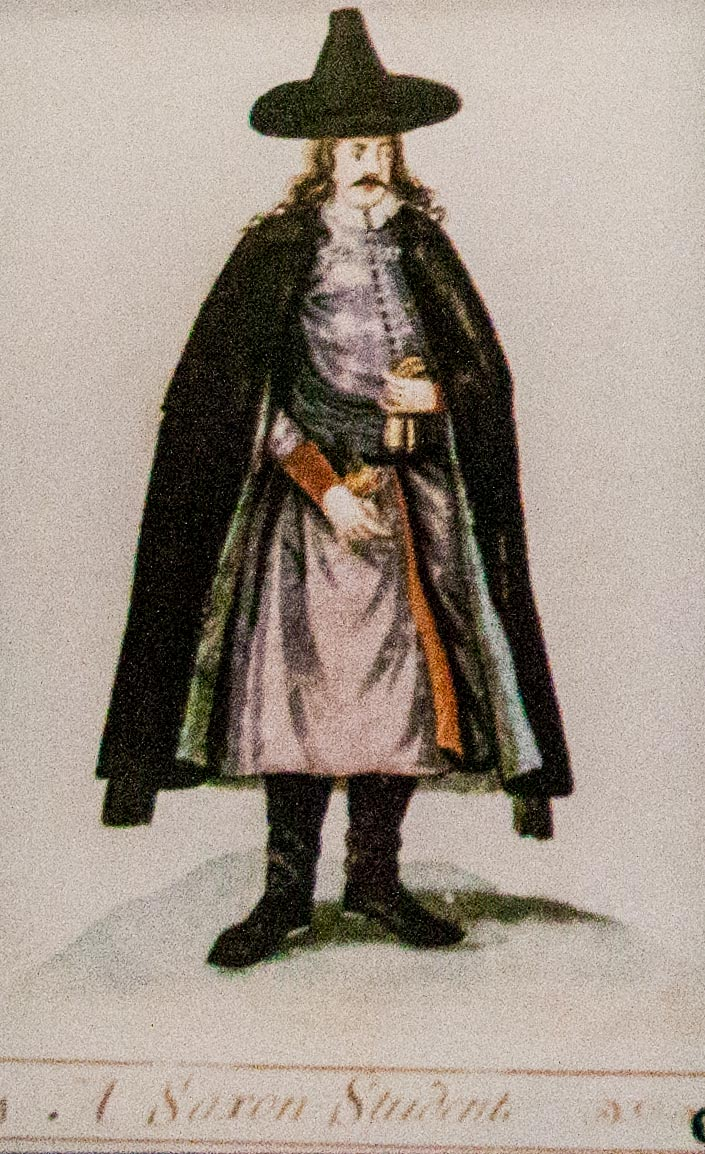
Costumul unui student sas
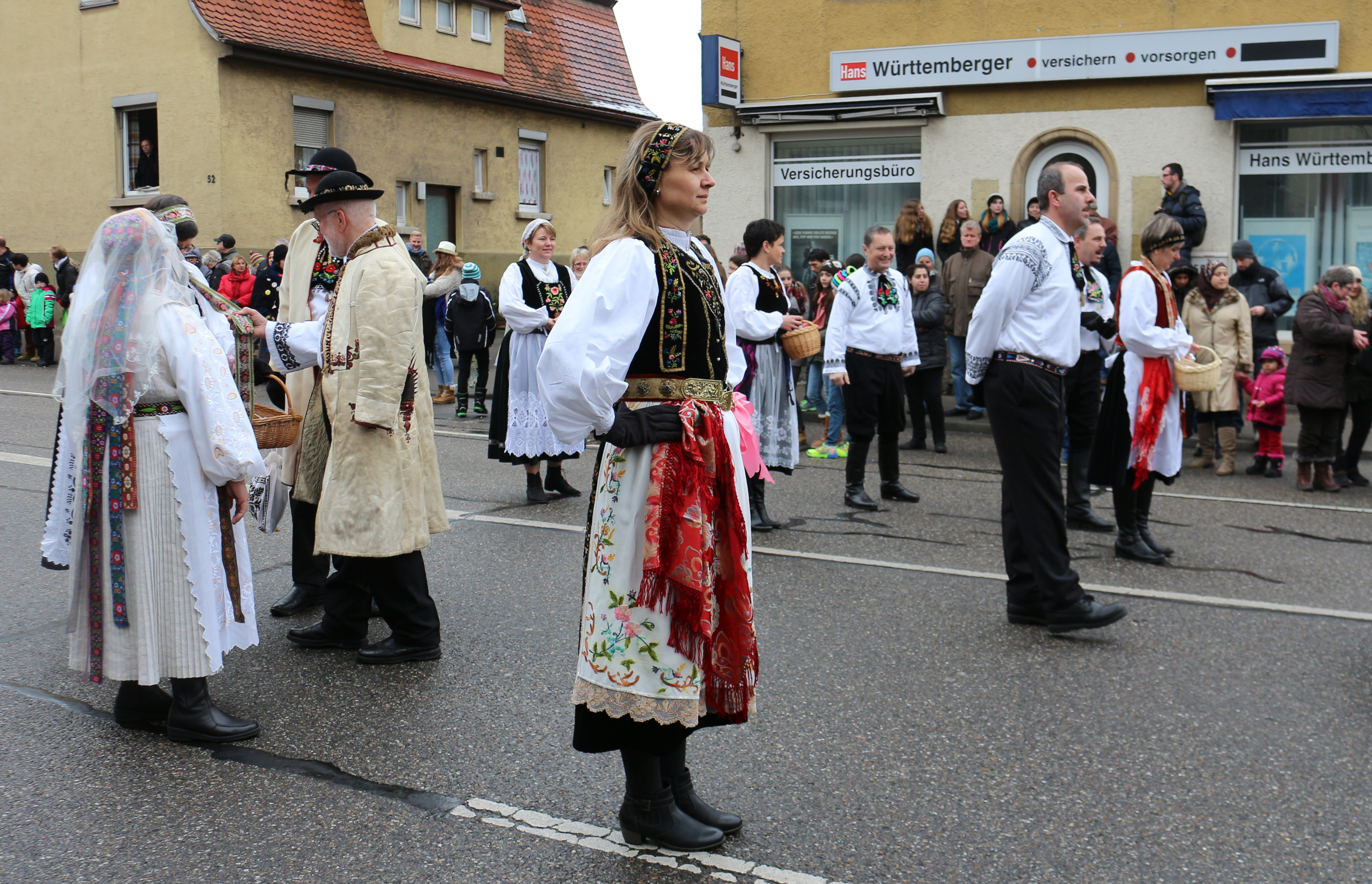
Sași în porturi populare în Germania (2015)
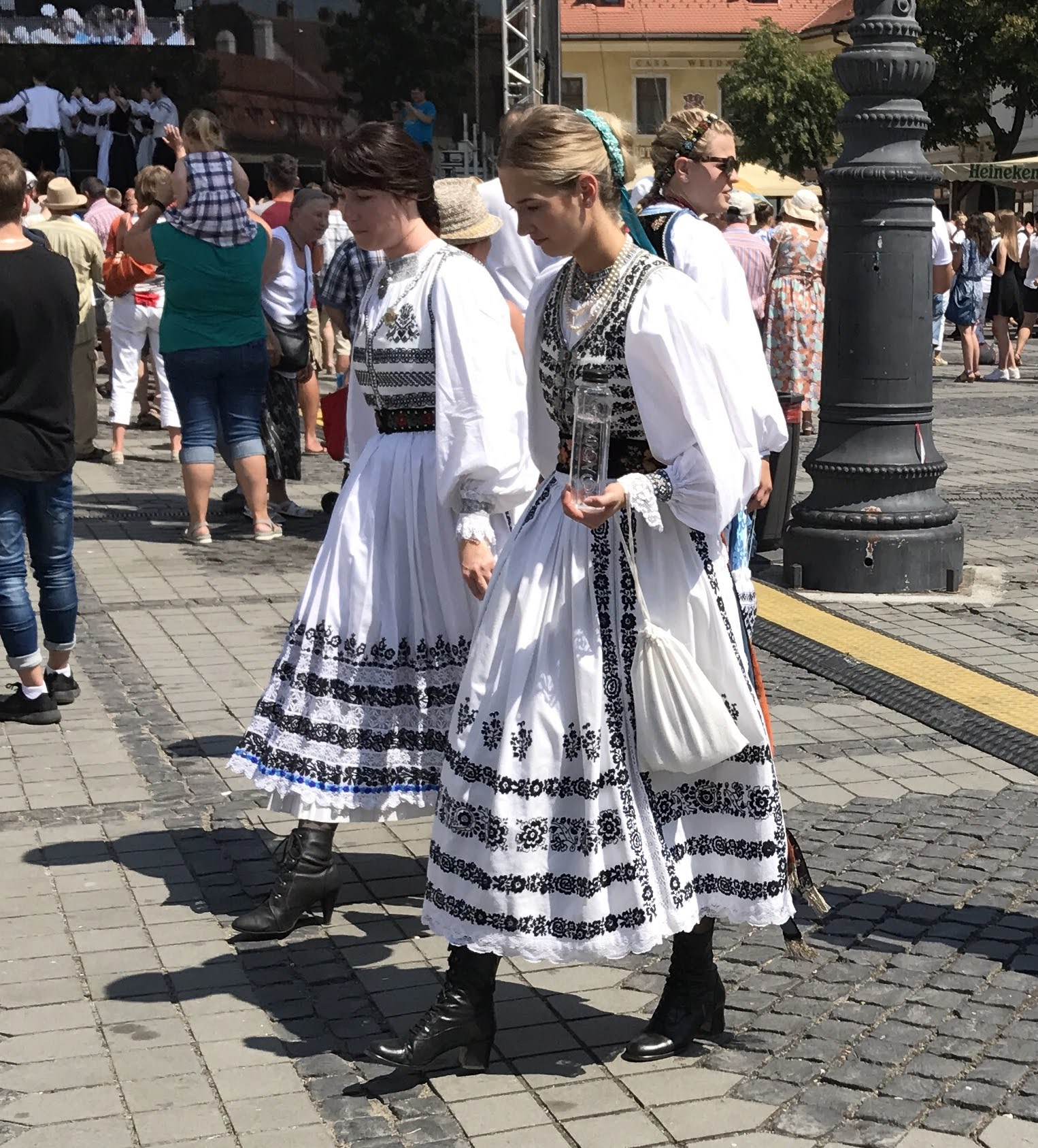
Săsoaice în port popular la întâlnirea sașilor din Sibiu (germană Hermannstadt) din 2017
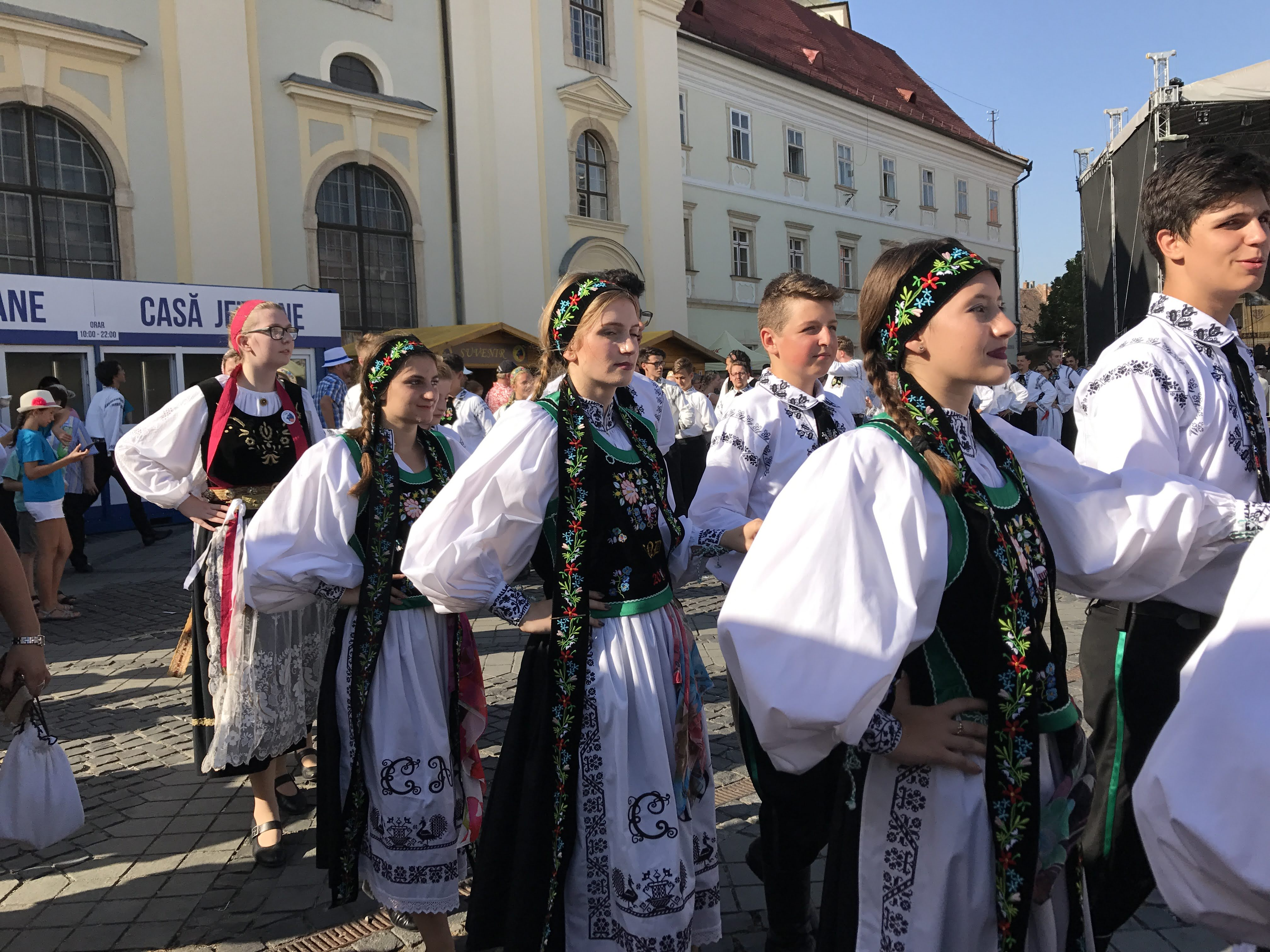
Sași în porturi populare în la întâlnirea sașilor din Sibiu (germană Hermannstadt) din 2017
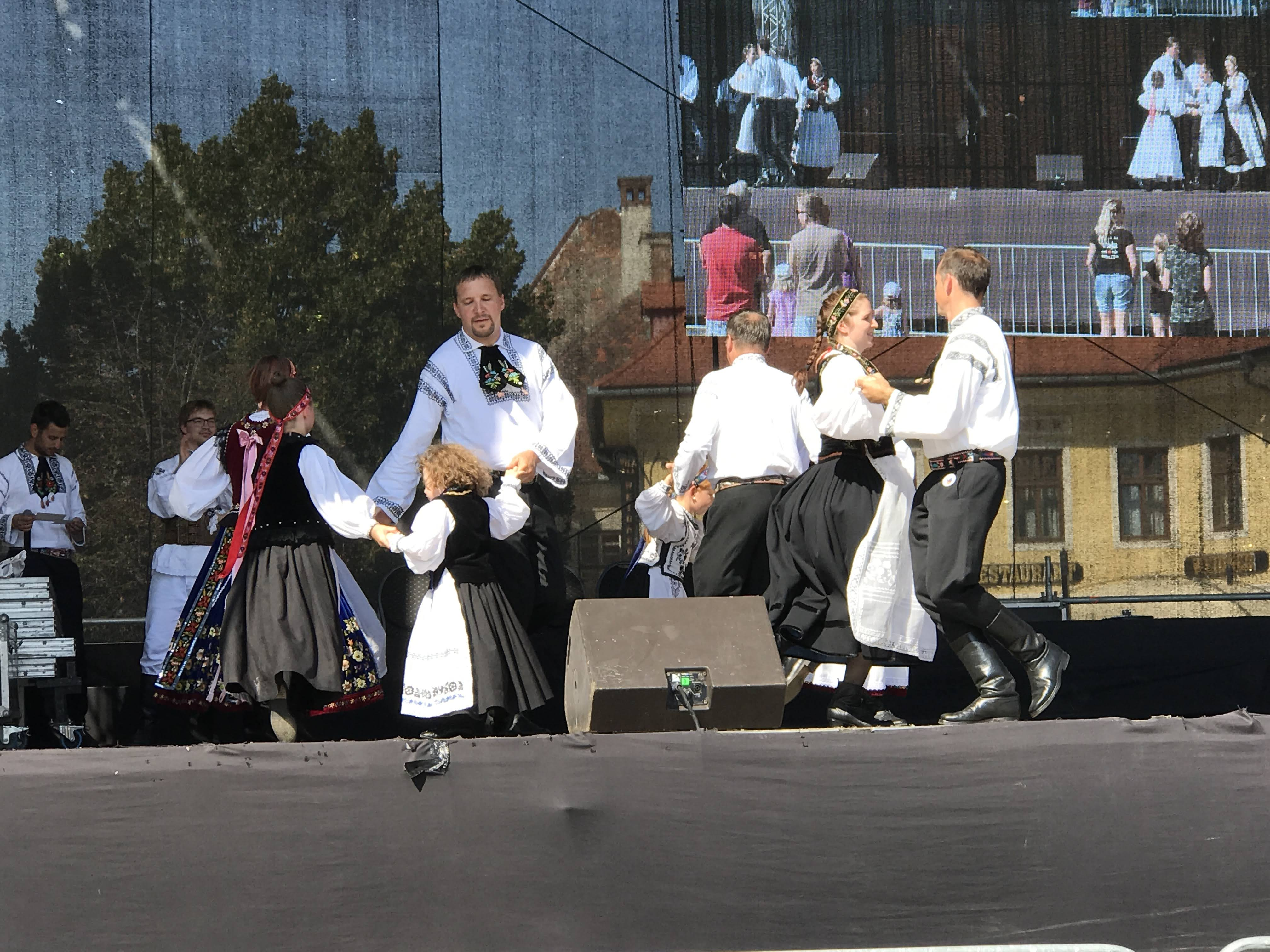
Sași în porturi populare în la întâlnirea sașilor din Sibiu (germană Hermannstadt) din 2017
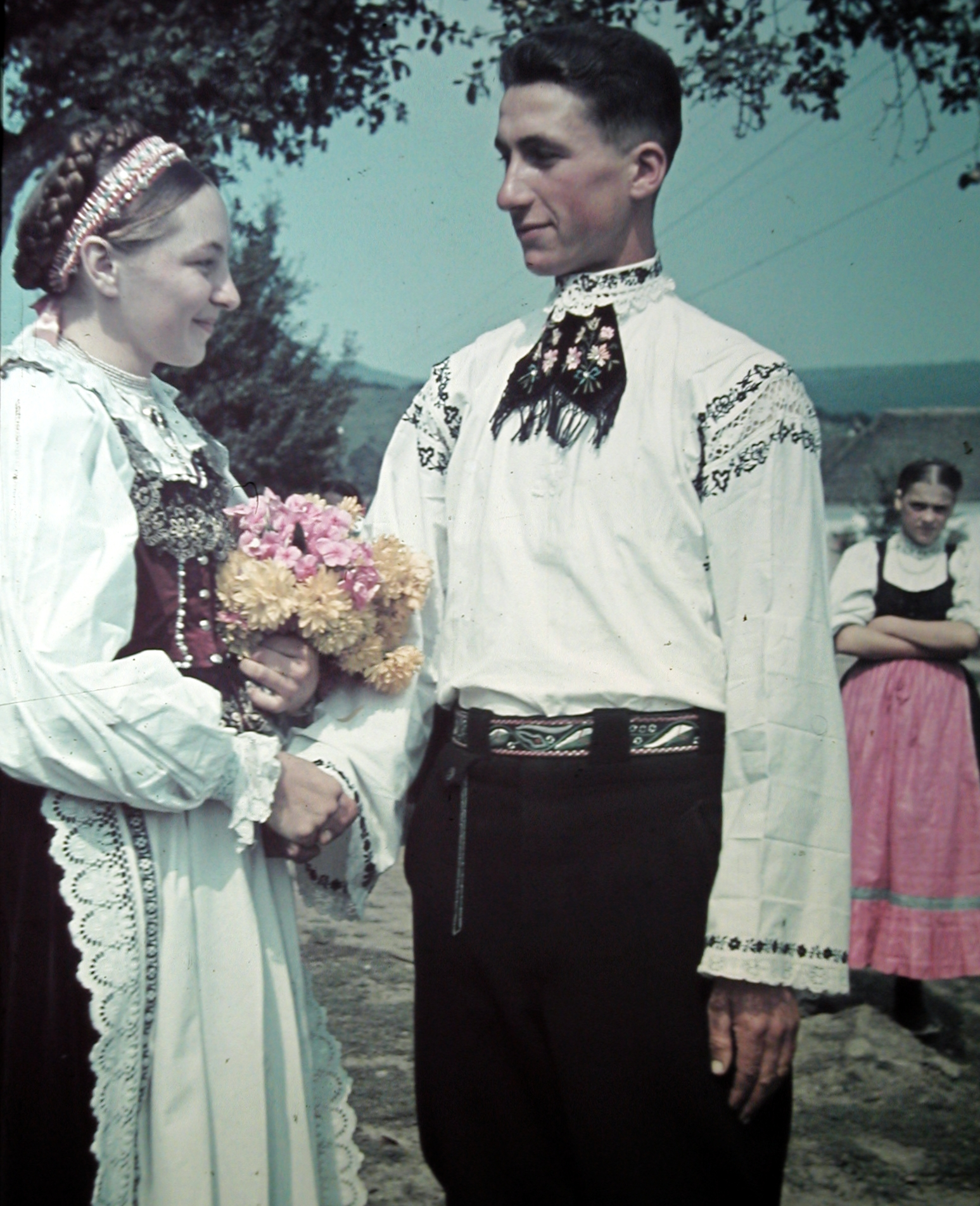
Cuplu săsesc în porturi populare (fotografie color din 1940)
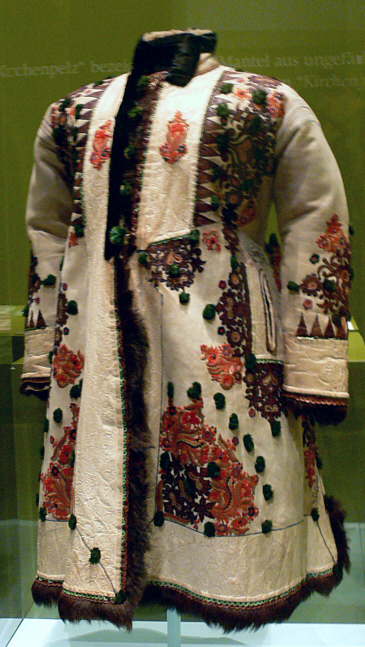
Costum popular săsesc bisericesc pentru femei din Ghinda (germană Windau), nordul Transilvaniei (expus la Museum Europäischer Kulturen din Berlin)
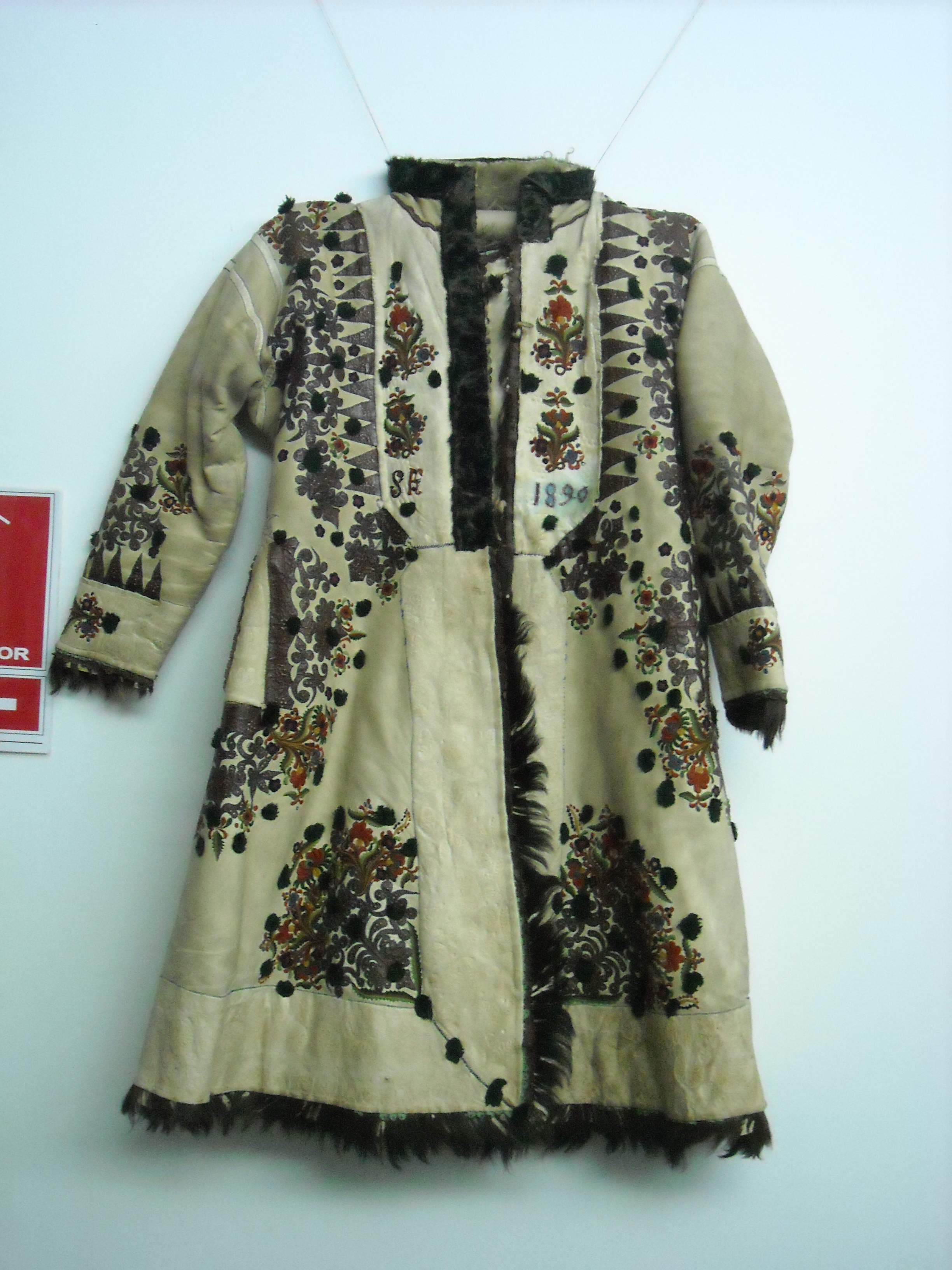
Costum popular săsesc masculin din comuna Livezile (germană Jaad), județul Bistrița-Năsăud